# Cercospora jasminicola
Cercospora jasminicola är en svampart som beskrevs av Hansf. 1944. Cercospora jasminicola ingår i släktet Cercospora och familjen Mycosphaerellaceae.   Inga underarter finns listade i Catalogue of Life.